# 達旺曲
達旺曲，是布拉馬普特拉河支流瑪納斯河上游河段娘江曲的一條支流，上游河段名為錯那曲，發源於西藏自治區山南地區錯那縣錯那鎮北部。三條主要源流在娘中匯集後，向南流經錯那鎮鎮治東側、波浪鄉後，進入印度控制的達旺地區。於听布附近匯集左側支流冬馬河後，始稱達旺曲。轉向西偏南流至不丹邊界處，注入娘江曲。